# Ordo Ad Chao
Ordo Ad Chao är det norska black metal-bandet Mayhems femte fullängdsalbum och släpptes den 16 april 2007 i Europa och den 17 april i Nordamerika av Season of Mist. Albumet gavs ut i en vanlig jewel case-upplaga samt en med ett metallhölje, begränsad till 3 000 exemplar. En 12" LP gavs ut i en upplaga om 1 500 exemplar. Ordo Ad Chao fick den norska utmärkelsen Spellemannprisen 2007 för bästa metalalbum i konkurrens med bland andra Dimmu Borgirs In Sorte Diaboli. Albumet gick in som nummer 12 på Norges försäljningslista första veckan.
All musik på albumet är skriven av Blasphemer och alla texter av Attila Csihar utom "Anti" vars text är skriven av Csihar tillsammans med Blasphemer. Detta är första albumet sedan Attila Csihars återkomst som sångare, efter att Sven Erik Kristiansen (Maniac) lämnade bandet 2004. Csihar var även bandets sångare på det år 1993 utgivna andra fullängdsalbum, De Mysteriis Dom Sathanas. Det är inte Necrobutcher som är basist på albumet trots att detta anges på albumomslaget, utan det är istället Blasphemer som står för basspelet.

## Låtförteckning
1. "A Wise Birthgiver" – 3:30
2. "Wall of Water" – 4:40
3. "Great Work of Ages" – 3:52
4. "Deconsecrate" – 4:07
5. "IIIuminate Eliminate" – 9:40
6. "Psychic Horns" – 6:32
7. "Key to the Storms" – 3:52
8. "Anti" – 4:33

## Medverkande
Mayhem
- Attila Csihar – sång
- Blasphemer (Rune Eriksen) – gitarr, bas
- Hellhammer (Jan Axel Blomberg) – trummor

Övriga medverkande
- Kim Sölve – albumdesign
- Trine Paulsen – albumdesign, foto
- Knut Valle – mixning